# Угорсько-чехословацький договір (1949)
Угорсько-Чехословацький договір 1949 — договір між УНР і ЧССР про дружбу, співпрацю і взаємну допомогу, підписаний у Будапешті 16 квітня 1949 року. З боку Угорщини договір підписали голова Ради Міністрів І. Добі і міністр закордонних справ Л. Райк, з боку Чехословаччини прем'єр-міністр А. Запотоцький і міністр закордонних справ В. Клементіс. Укладено на 20 років.
Сторони погодилися об'єднатися в політиці міцної дружби і зміцнити її багатостороннім тісним співробітництвом. Зобов'язалися спільно зробити всі заходи з метою усунення загрози нового нападу з боку будь-якої іншої держави, а також ефективно сприяти збереженню та захисту миру і міжнародної безпеки відповідно до принципів Статуту ООН. 
Якщо одна зі сторін буде залучена у війну з  якою-небудь іншою державою, інша сторона негайно надасть їй військову і всяку іншу допомогу. Сторони домовилися консультуватися з усіх важливих міжнародних питань, не укладати союзів і не брати участь у діях, спрямованих проти іншого боку, а також розвивати економічні, культурні та інші зв'язки.